# Silylation

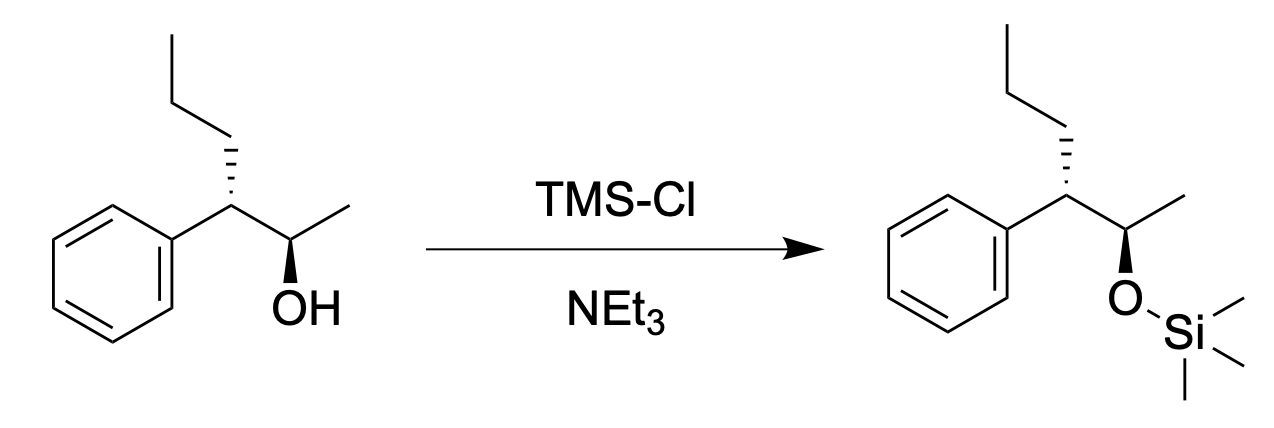
Protection d'un groupement hydroxyle par silylation au moyen de chlorure de triméthylsilyle en présence de triéthylamine.

La silylation est l'introduction d'un groupe silyle, généralement substitué (R3Si–), dans une molécule.
Cette réaction implique le remplacement d'un hydrogène acide sur le composé initial par un groupe alkylsilyle, par exemple le groupe triméthylsilyle (-SiMe3). Le dérivé ainsi formé est généralement moins polaire, plus volatil et plus stable thermiquement. L'introduction d'un ou de plusieurs groupes silyle permet également d'améliorer les propriétés des dérivés en spectrométrie de masse, en permettant de produire des schémas de fragmentation plus facilement diagnosticables lors de recherche de structures, ou des ions caractéristiques pour des méthodes d'analyse de traces employant des techniques de surveillance d'ions et techniques similaires.
Pratiquement toutes les fonctions qui présentent un problème avec la séparation par chromatographie en phase gazeuse (hydroxyle, acide carboxylique, amine, thiol, phosphate) peuvent être transformées en dérivé silylé.
La silylation est également utilisée pour introduire les groupes silyle comme groupes protecteurs. La technique générale est de déprotoner le composé avec une base forte adéquate (par exemple le butyllithium) pour ensuite le faire réagir avec un chlorure de silyle (par exemple le chlorure de triméthylsilyle). Une base auxiliaire est généralement utilisée pour neutraliser le chlorure d'hydrogène formé :
RH → R− + H+
R− + R'3SiCl → R-SiR'3 + Cl−.
La désilylation est le processus inverse : le groupe silyle est remplacé par un proton. De nombreux fluorures (fluorure de sodium, fluorure de potassium, fluorure de tétra-n-butylammonium) sont utilisés à cet effet.